# Championnat d'Asie et d'Océanie masculin de volley-ball des moins de 21 ans

## Palmarès
| Année | Lieu                       | Champion     | Finaliste    | Troisième       | Quatrième       |
| ----- | -------------------------- | ------------ | ------------ | --------------- | --------------- |
| 1980  | Séoul                      | Corée du Sud | Japon        | Inde            | Indonésie       |
| 1984  | Riyad                      | Corée du Sud | Chine        | Japon           | Arabie saoudite |
| 1986  | Bangkok                    | Corée du Sud | Japon        | Chine           | Corée du Nord   |
| 1988  | Jakarta                    | Japon        | Koweït       | Chine           | Indonésie       |
| 1990  | Bangkok                    | Chine        | Japon        | Corée du Sud    | Thaïlande       |
| 1992  | Téhéran                    | Corée du Sud | Japon        | Chine           | Iran            |
| 1994  | Doha                       | Corée du Sud | Inde         | Chine           | Japon           |
| 1996  | Ho Chi Minh                | Chine        | Japon        | Taïwan          | Inde            |
| 1998  | Téhéran                    | Iran         | Corée du Sud | Taïwan          | Chine           |
| 2000  | Téhéran                    | Chine        | Iran         | Arabie saoudite | Japon           |
| 2002  | Téhéran                    | Iran         | Inde         | Chine           | Corée du Sud    |
| 2004  | Doha                       | Corée du Sud | Iran         | Qatar           | Japon           |
| 2006  | Téhéran                    | Iran         | Japon        | Inde            | Taïwan          |
| 2008  | Téhéran                    | Iran         | Chine        | Pakistan        | Inde            |
| 2010  | Nakhon Pathom / Ratchaburi | Japon        | Iran         | Inde            | Chine           |
| 2012  | Ourmia                     | Japon        | Chine        | Iran            | Inde            |
| 2014  | Manama                     | Iran         | Chine        | Corée du Sud    | Bahreïn         |

## Tableau des médailles
| Rang | Pays            | Médaille d'or | Médaille d'argent | Médaille de bronze | Total |
| 1    | Corée du Sud    | 6             | 2                 | 2                  | 10    |
| 2    | Iran            | 5             | 2                 | 2                  | 9     |
| 3    | Japon           | 3             | 5                 | 2                  | 10    |
| 4    | Chine           | 3             | 4                 | 5                  | 11    |
| 5    | Inde            | 0             | 2                 | 3                  | 5     |
| 6    | Taïwan          | 0             | 1                 | 1                  | 2     |
| 7    | Arabie saoudite | 0             | 1                 | 0                  | 1     |
| 8    | Pakistan        | 0             | 0                 | 1                  | 1     |
| 8    | Qatar           | 0             | 0                 | 1                  | 1     |